# بنا عبدالله
بنا امامزاده عبدالله پایین کولا  مربوط به دوره قاجار است و در شهرستان ساری، بخش مرکزی، دهستان کلیجان رستاق سفلی، روستای پایین کولا واقع شده و این اثر در تاریخ ۲۶ اسفند ۱۳۸۶ با شمارهٔ ثبت ۲۲۰۴۸ به‌عنوان یکی از آثار ملی ایران به ثبت رسیده است.